# Eupithecia mutata
Eupithecia mutata là một loài bướm đêm trong họ Geometridae.